# Hellmuth Bethe
Hellmuth Bethe (* 15. Dezember 1901 in Hamburg; † 13. April 1959 bei Leipzig) war ein deutscher Kunsthistoriker.
Hellmuth Bethe war der Sohn eines Hamburger Kaufmanns. Er machte sein Abitur am Matthias-Claudius-Gymnasium Hamburg und studierte dann in Leipzig und München Kunstgeschichte, Archäologie, Geschichte und Germanistik. 1925 promovierte er bei Wilhelm Pinder. Er unternahm Studienreisen nach Italien, Frankreich, Belgien und Holland.
Als Assistent am Städtischen Kunstgewerbemuseum in Leipzig 1930/31 lernte er seine spätere Ehefrau Alice Kränzner kennen.
1931 wurde Bethe an das Provinzialmuseum Pommerscher Altertümer, das spätere Pommersche Landesmuseum, in Stettin berufen und wurde Kustos der Abteilungen für Landesgeschichte, Stadtkultur und mittelalterliche Kunst. Zugleich war er ständiger Mitarbeiter der pommerschen Denkmalpflege.
Nach Entlassung aus Kriegsgefangenschaft wurde Bethe im November 1945 die Leitung des Kunstgewerbe- und Grassimuseums in Leipzig übertragen. Seit 1951 war er Lehrbeauftragter für Kunstgeschichte an der Universität Leipzig.

## Schriften (Auswahl)
- Lübische Schnitzaltäre der 1. Hälfte des 15. Jahrhunderts in Mecklenburg. 1925. (Dissertation)
- Goldschmiedearbeiten im Stettiner Kirchenbesitz. Stettin 1933.
- Die Kunst am Hofe der pommerschen Herzöge. Berlin 1937.
- Die Bildnisse des pommerschen Herzogshauses. In: Baltische Studien. Band 39 NF (1937), S. 71–99.
- Kunst im Handwerk. Leipzig 1954.
- Leipziger Barockbauten. Leipzig 1955.
- Kunst und Kunsthandwerk im Feudalmuseum Wernigerode. Wernigerode 1957.